# Doggumentary
Doggumentary (precedentemente intitolato Doggumentary Music e Doggystyle 2: Tha Doggumentary) è l'undicesimo album in studio del rapper statunitense Snoop Dogg. L'album è stato pubblicato il 29 marzo 2011, dalla EMI Records/Capitol Records/Priority Records.

## Tracce[2]
1. Toyz n Da Hood (featuring Bootsy Collins) - 2:40
2. The Way Life Used to Be - 3:43
3. My Own Way (featuring Denaun Porter) - 3:05
4. Wonder What It Do (featuring Uncle Chucc) - 3:43
5. My Fuckin' House (featuring Young Jeezy & E-40) - 5:07
6. Peer Pressure (featuring Traci Nelson) - 4:07
7. I Don't Need No Bitch (featuring Devin the Dude & Kobe) - 3:59
8. Platinum (featuring R. Kelly) - 4:29
9. Boom (featuring T-Pain) - 3:50
10. We Rest N Cali (featuring Goldie Loc & Bootsy Collins) - 4:10
11. El Lay (featuring Marty James) - 4:06
12. Gangbang Rookie (featuring Pilot) - 3:46
13. This Weed Iz Mine (featuring Wiz Khalifa) - 3:43
14. Wet - 3:45
15. Take U Home (featuring Too Short, Kokane & Daz Dillinger) - 3:55
16. Sumthing Like This Night (featuring Gorillaz) - 3:37
17. Superman (featuring Willie Nelson) - 2:05
18. Eyez Closed (featuring Kanye West & John Legend) - 5:02
19. Raised in da Hood - 3:39
20. It's D Only Thang - 3:16
21. Cold Game (featuring LaToya Williams) - 3:49
22. Winning (featuring Charlie Sheen, Rob Patterson e Carmen Electra) - 3:06

Tracce bonus dell'edizione iTunes
1. Sweat (David Guetta Remix)